# Classic rock
Il classic rock è un formato radiofonico dedito alla trasmissione di musica rock e destinato a una fascia di età adulta. Oltre al rock, il classic rock comprende altri generi come l'hard rock e il rock progressivo.

## Storia
Il classic rock nacque dal formato radio album-oriented rock nei primi anni ottanta. Sebbene la prima stazione radio a definirsi "classic rock" fu la WYSP di Filadelfia nel 1981, altri sostengono che nacque grazie all'emittente WFFA-FM di Dallas nel 1983. Negli anni novanta godette di una vistosa popolarità fra i cosiddetti "baby boomer".

## Caratteristiche
Il formato trasmette perlopiù le canzoni rock più popolari incise fra gli anni sessanta e gli anni novanta. Oltre al rock, il classic rock racchiude generi quali l'hard rock e il rock progressivo. Più raramente, le stazioni classic rock trasmettono anche funk, musica soul e quella dell'etichetta Motown. Fra gli artisti che da sempre rientrano nei canoni del classic rock vi sono Bruce Springsteen, Bob Seger, gli ZZ Top, i Rolling Stones, gli Aerosmith, i Led Zeppelin, Ozzy Osbourne, gli Who, i Pink Floyd, gli Europe, i Queen, Bob Dylan e Eric Clapton. Più recentemente, il classic rock ha incluso artisti più attuali quali i Black Crowes, Velvet Revolver, Marilyn Manson, Blink-182, Kid Rock, Limp Bizkit e i Pearl Jam.